# Bárbura
Bárbura (románul: Barbura) falu Romániában, Erdélyben, Hunyad megyében.

## Fekvése
Az Erdélyi-érchegységben, Dévától északra, a Maros egyik jobb oldali mellékvölgyében fekvő település.

## Története
Bárbura nevét 1805-ben említette először oklevél Barbura néven.
1808-ban Babura (Füzesd) ~ Barbura, Barbesdorf, 1861-ben Barbura, 1888-ban és 1913-ban Bárbura néven írták.
Barbura 1805 körül bányászfaluként alakult, közelében aranyérc-lelőhelyekkel. Több zúzómalma is működött.
1891-ben a Pallas Nagy Lexikona ítta a településről:
Bárbura kisközség Hunyad vármegye Dévai járásában, 567 oláh lakossal, a Kis-Bánya-Boica közelében fekvő aranybányák egyikével. A B. (Borbála) főtelérein kivül Ábrahám- és Mihálytelér. Az egész telérrendszer E. csapásu és K. dülésü s a vastagság 1 mm-től 1 m-ig váltakozik; közepén van az arany, mely a vékonyabb teléreken dúsabb. A Barbara-teléren leginkább leveles, mohszerü, szemcsés szabad arany és érc fordul elő.
A trianoni békeszerződés előtt Hunyad vármegye Dévai járásához tartozott.